# Astragalus fissicalyx
Astragalus fissicalyx es una especie de planta del género Astragalus, de la familia de las leguminosas, orden Fabales.

## Distribución
Astragalus fissicalyx se distribuye por Pakistán.

## Taxonomía
Fue descrita científicamente por Sabaii, Zarre & Podlech. Fue publicada en Willdenowia 37: 298 (2007).